# Подграђе (Гњилане)
Подграђе (алб. Pogragjë, Pogragja или Pograxhë, Pograxha) је насеље у општини Гњилане на Косову и Метохији.

## Географија
Атар насеља се налази на територији катастарске општине Подграђе површине 1.847 ha. На десној обали реке Биначке Мораве, на излазу из Пограђске клисуре, налази се албанско село Подграђе.

## Историја
У близини села су се могли наћи остаци из римског периода (нпр. фигура богиње правде 1939).
У давнини село је било српско, о чему сведочи и његов словенски назив: како се налазило испод утврђеног града добило је име Под-град-је. Први пут Подграђе се помиње 1395. године, у повељи српске кнегиње Милице, која га је даровала светогорском манастиру Светог Пантелејмона. У селу су остаци два црквишта, а у рушевинама града-тврђаве остаци још једне цркве.
Близу села, поред Биначке Мораве, постоји место под именом Говен. По локалном предању, када су Турци освојили град, једна девојка Српкиња је са тог места скочила у реку, говорећи: „Нећу да говим (поштујем, љубим) туђину, радије ћу се удавити“.

## Демографија
Насеље има албанску етничку већину.
Број становника на пописима:
- попис становништва 1948. године: 1.082
- попис становништва 1953. године: 1.210
- попис становништва 1961. године: 1.184
- попис становништва 1971. године: 1.404
- попис становништва 1981. године: 1.567
- попис становништва 1991. године: 1.601